# Parachute (canção)
"Parachute" é uma canção da cantora inglesa Cheryl Cole, conhecida por ser jurada do programa de televisão britânico The X Factor e também por ter participado da girlband inglesa Girls Aloud. A canção foi lançada como terceiro single da carreira solo de Cheryl Cole, sendo extraída de seu primeiro álbum de estúdio solo, intitulado 3 Words (2009).

## Lista de faixas
- Buzz Junkies Dub Single[1]

1. "Parachute" (Buzz Junkies Dub Remix) - 5:38

- Buzz Junkies Radio Single[2]

1. "Parachute" (Buzz Junkies Radio Remix) - 3:52

- Euphonix Single[3]

1. "Parachute" (Euphonix Instrumental Mix) - 3:12

- Ill Blue Dub Single[4]

1. "Parachute" (Ill Blu Dub Remix) - 4:50

- Ill Blue Radio Single[5]

1. "Parachute" (Ill Blu Radio Remix) - 4:06

- CD single[6]

1. "Parachute" (Radio Mix) - 3:31
2. "Just Let Me Go" - 3:07

- Digital EP[7]

1. "Parachute" (Radio Mix) - 3:31
2. "Parachute" (Buzz Junkies Club Mix) - 5:44
3. "Parachute" (Ill Blu Remix) - 4:50
4. "Parachute" (The Euphonix Remix) - 3:10
5. "Parachute" (Self-Taught Beats Remix) - 3:41 [UK iTunes Only][8]

## Paradas musicais e certificações

### Charts
| Parada (2010)                           | Melhor posição |
| --------------------------------------- | -------------- |
| Bélgica - (Ultratop Wallonia)           | 14             |
| Bulgária - (Bulgarian Top 40)           | 6              |
| Chéquia - (IFPI)                        | 12             |
| União Europeia - (European Hot 100)     | 19             |
| Alemanha - (Media Control AG)           | 78             |
| Irlanda - (IRMA)                        | 4              |
| Nova Zelândia - (RIANZ)                 | 11             |
| Polónia - (ZPAV)                        | 2              |
| Roménia - (Romanian Top 100 (Nielsen))  | 1              |
| Escócia - (The Official Charts Company) | 2              |
| Eslováquia - (IFPI)                     | 49             |
| Reino Unido - (UK Singles Chart)        | 5              |

### Paradas de fim-de-ano
| Parada (2010)                     | Posição |
| --------------------------------- | ------- |
| Rússia - Russian Love Radio Chart | 50      |

### Certificações
| País        | Provedor | Certificação |
| ----------- | -------- | ------------ |
| Reino Unido | BPI      | Prata        |